# Haras national
Ne doit pas être confondu avec Haras nationaux.

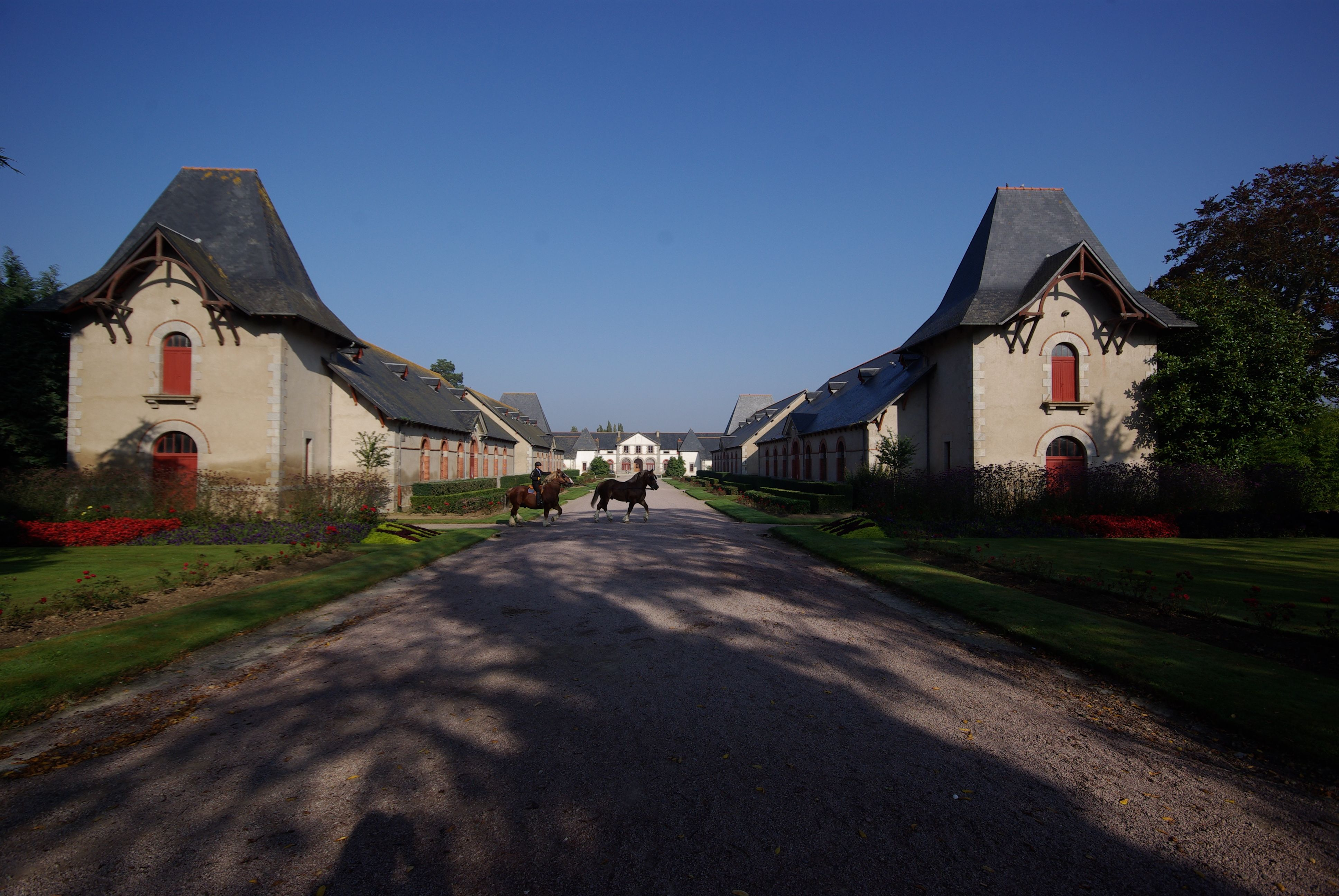
Vue d'ensemble du haras national de Lamballe.

Un haras national est un haras (lieu destiné à l'élevage du cheval) sous le contrôle d'un État, que ce soit depuis sa fondation ou par nationalisation. Les haras nationaux ont représenté un enjeu stratégique à l'époque où le cheval était un partenaire indispensable pour la guerre et le transport. Selon l'historien Daniel Roche, « l’histoire du cheval épouse celle de la nation : le rayonnement d’un pays se conjugue avec le fait de posséder ses propres haras ».
De nombreux pays possèdent encore un ou plusieurs haras nationaux. On peut citer les Haras nationaux de France, le Haras national suisse, le Haras national de Bábolna en Hongrie, ou encore la Compagnie du haras national au Québec.